# Moho Caye
Moho Caye ist eine Insel vor der Küste von Belize. Sie gehört zu den etwa 450 Inseln des Belize Barrier Reefs. Verwaltungstechnisch gehört sie zum Belize District.

## Geographie
Moho Caye liegt etwa 500 Meter entfernt von Belize City, am östlichen Ende der Buttonwood Bay, nördlich des Stadtteils University Heights. Die Insel ist grob rechteckig geformt, wobei im Norden zwei Ausläufer hufeisenförmig eine Bucht umfassen, die einen Hafen beherbergt. Das Innere der Insel wird von einem U-förmigen und am südlichen Ende verbreiterten Kanal durchzogen.
Östlich von Placencia liegt eine weitere Insel namens „Moho Caye“. In der Nähe von Punta Gorda existiert ein Resort namens „Moho Caye Lodge“, das mit den Inseln nichts zu tun hat.

## Geschichte
Früher diente die Insel als Quarantänestation für Opfer der Pocken und anderer ansteckender Krankheiten. Ein Friedhof erinnert an diese Zeit. Moho Caye befindet sich heute in Privatbesitz und beherbergt Ferienhäuser.